# Félix Éboué

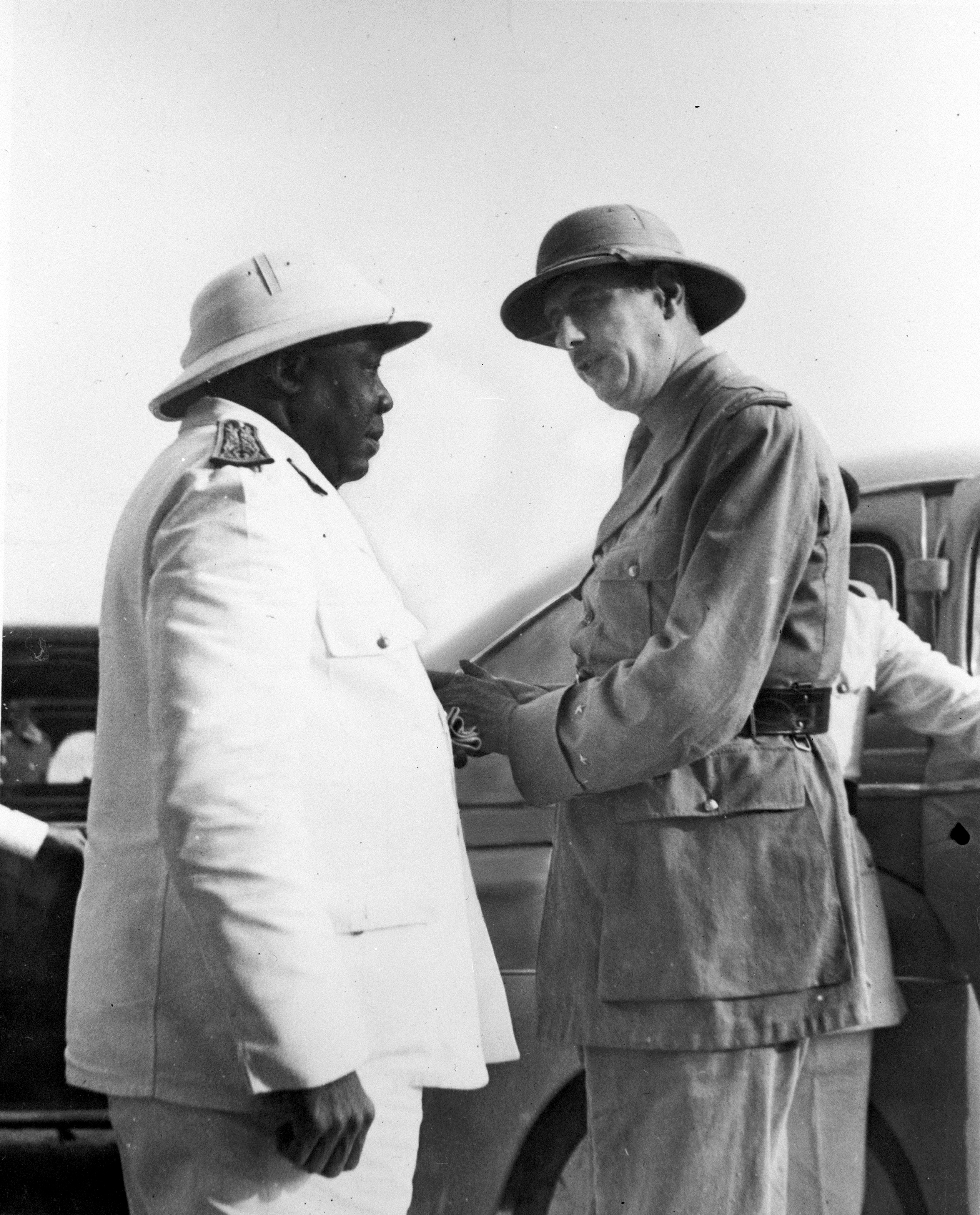
Félix Éboué begrüßt Charles de Gaulle in Tschad, 1940

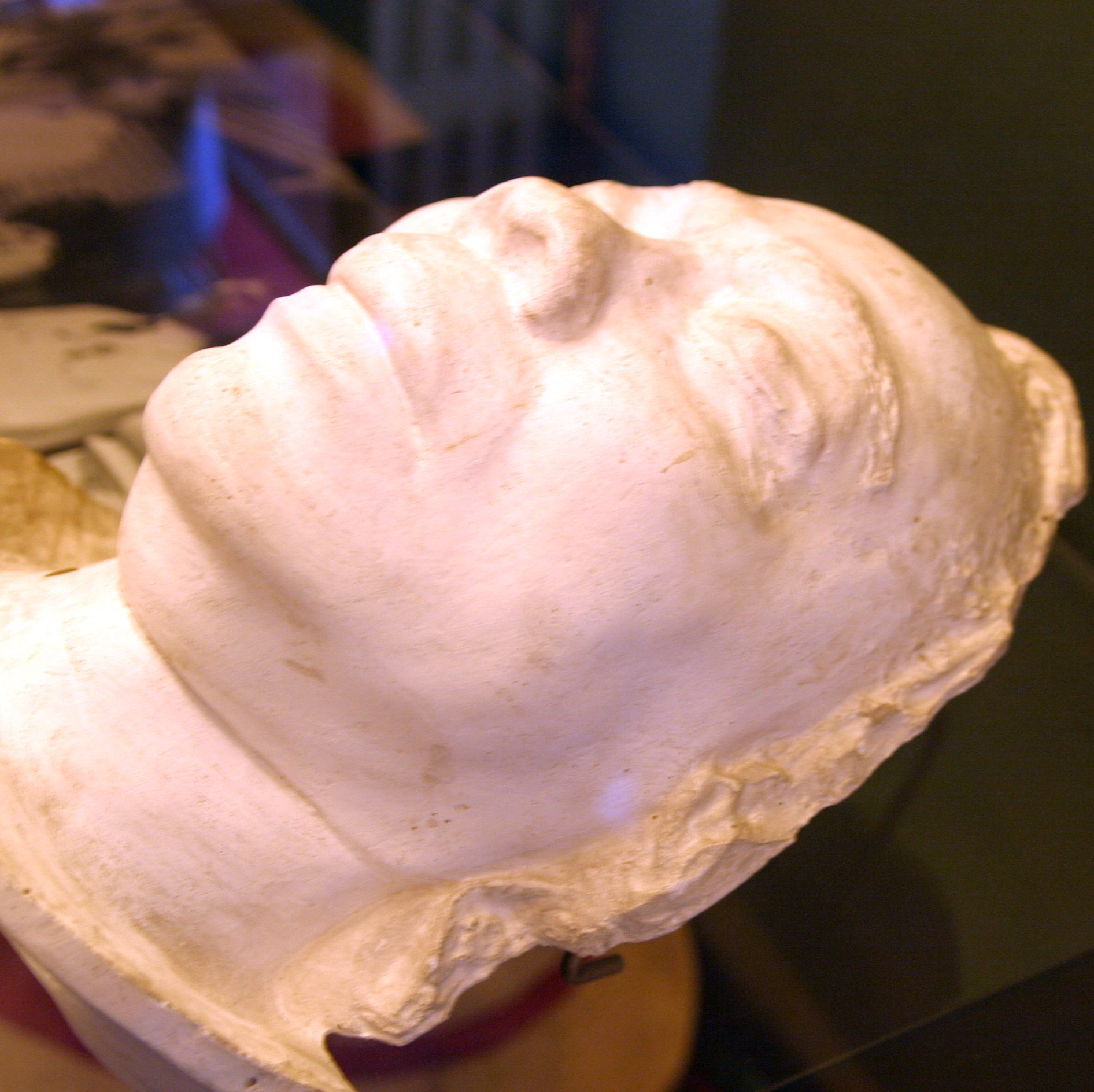
Totenmaske von Félix Éboué im Musée de l’Ordre de la Libération

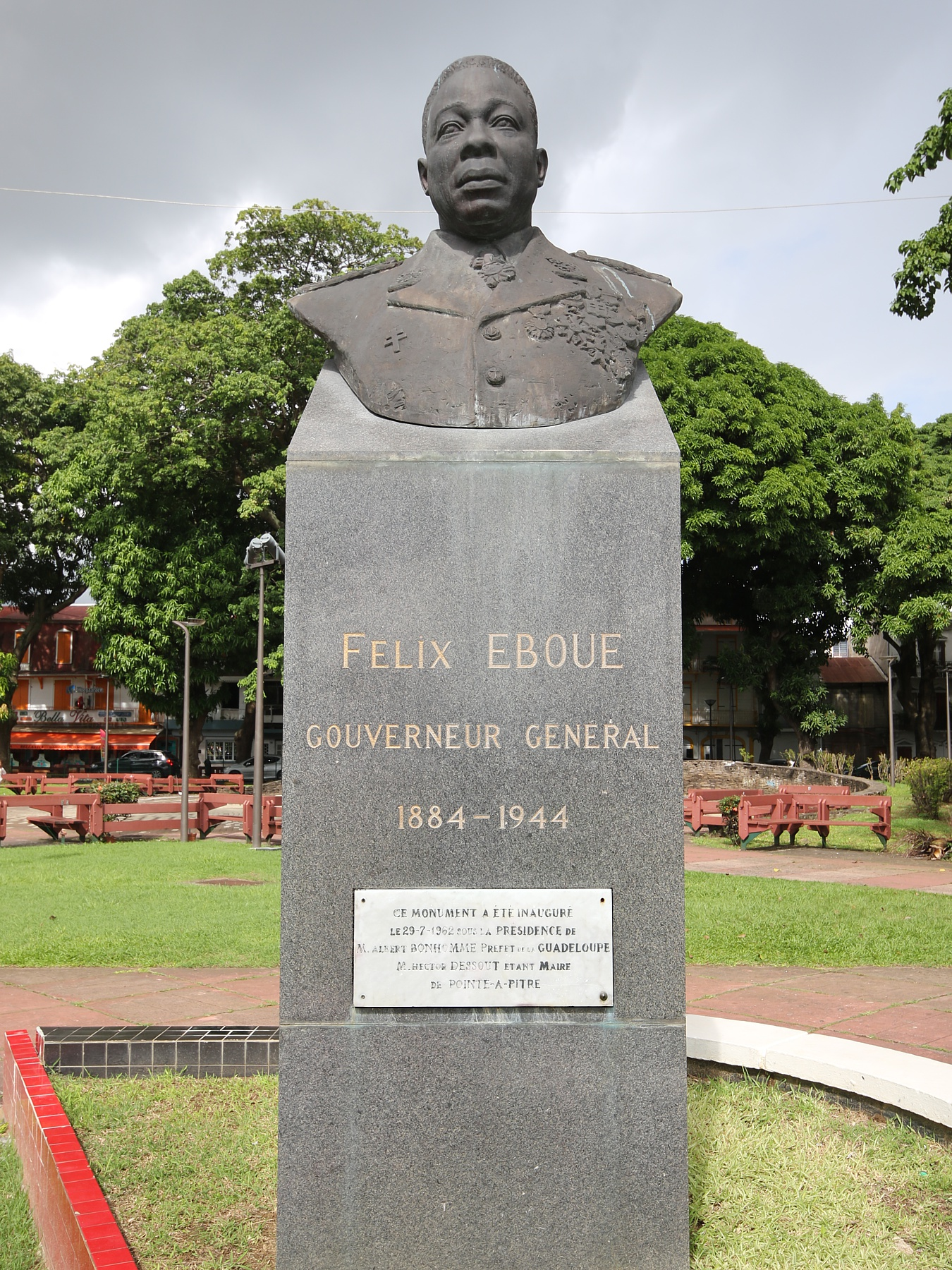
Statue von Félix Éboué in Pointe-à-Pitre

Félix Éboué (* 26. Dezember 1884 in Cayenne, Französisch-Guayana; † 17. Mai 1944 in Kairo, Ägypten) war ein französischer Kolonialpolitiker.

## Leben
Éboué stammte aus Französisch-Guayana. Seine Großeltern waren noch Sklaven gewesen. Félix Éboué war der zweitjüngste von fünf Söhnen von Yves Urbain Éboué und Marie Josephine Aurélie Leveillé. Die Assimilationspolitik und ein Stipendium ermöglichten dem begabten Schüler den Schulbesuch in Bordeaux. Neben seinen schulischen Leistungen tat er sich als Kapitän einer erfolgreichen Fußballmannschaft hervor.
Nach seinem Studium an der École coloniale in Paris trat Éboué in die französische Kolonialverwaltung ein. Nach vielen Jahren in Ubangi-Schari, der heutigen Zentralafrikanischen Republik, wurde er 1932 Generalsekretär in der Verwaltung von Martinique. Ab 1934 füllte er den gleichen Posten in Französisch-Sudan aus. 1936 wurde Éboué Gouverneur von Guadeloupe, wo er die ersten freien Wahlen organisierte. Damit war er nach Louis Blacher der zweite Schwarze, der einen Gouverneursposten in der französischen Kolonialverwaltung erhielt. 1939 wechselte er als Gouverneur in den Tschad.
Am 26. August 1940 war er der erste Gouverneur einer französischen Kolonie, der sich Charles de Gaulles Exilregierung unterstellte. Dieser ernannte Éboué zum Generalgouverneur von ganz Französisch-Äquatorialafrika. In dieser Position förderte er Einheimische als Funktionsträger der Kolonialverwaltung. Im November 1941 veröffentlichte er ein Programm zur „neuen Eingeborenenpolitik“. Darin propagierte er ein neues Verwaltungsmodell für die Kolonien, das die afrikanischen Häuptlingstraditionen sowie die einheimischen Eliten einbeziehen sollte. Noch während des Zweiten Weltkrieges wurde dieses Programm umgesetzt. Éboué wurde zum Offizier der Ehrenlegion ernannt und am 29. Januar 1941 mit dem Ordre de la Libération ausgezeichnet.
Félix Éboué starb während einer Dienstreise in Kairo an einem Herzinfarkt. Auf Beschluss der Nationalversammlung wurden seine sterblichen Überreste zusammen mit denen Victor Schœlchers am 20. Mai 1949 ins Panthéon überführt und in einem Ehrengrab bestattet. Er ist der erste Schwarze, der in Frankreich auf diese Weise geehrt wurde. Der Place Félix-Éboué im 12. Arrondissement von Paris sowie der Flughafen von Cayenne, Französisch-Guyana, tragen seinen Namen.
1946 heiratete seine Tochter Léopold Sédar Senghor, den späteren Präsidenten Senegals.